# Балистична ракета
Балистичната ракета на английски: ballistic missile, която обикновено е военна ракета и която достига целта си, обикновено наземна като лети по балистична траектория, откъдето произлиза и наименованието ѝ. Курсът ѝ се определя от законите на астродинамиката и балистиката. В случай, когато височината на полет не е голяма, полетът на балистичната ракета прилича на полета на един снаряд. При големи разстояния ракетата се изстрелва вертикално за да излезе в по-разредените слоеве на атмосферата и да се намали влиянието на триенето на въздуха.
Полетът на балистичната ракета се състои от три етапа. През първия етап двигателят работи и ускорява ракетата, която може да е многостепенна. Това продължава от няколко десетки секунди до няколко минути. Управлението на ракетата се извършва само в първия етап от полета. Вторият етап представлява свободен полет и той е най-дълъг. През третия етап ракетата заедно с бойната глава навлиза обратно в атмосферата на земята към целта.

## Видове ракети
Балистичните ракети могат да бъдат изстрелвани от стационарни (шахтови или открити) пускови установки, мобилни ракетни установки (с верижни или колесни шасита), самолети, кораби и подводници.
Според предназначението си, балистичните ракети могат да се разграничат на тактически и стратегически.
Класификацията на ракетите според тяхната далекобойност е описана в Договора за ликвидация на ракетите със среден и малък радиус на действие:
- Балистични ракети с малък радиус на действие: до 1000 километра
- Балистични ракети със среден радиус на действие: от 1000 до 5500 километра
- Междуконтинентални балистични ракети: над 5500 километра, с подкатегории до 8000 и 12000 километра.

Междуконтиненталните ракети и ракетите със среден радиус на действие често са въоръжени с ядрени бойни глави. Предимството на тези ракети пред самолетите е краткото време на полет (по-малко от половин час при междуконтиненталните ракети) и по-високата скорост на движение, което силно затруднява отбраната и прихващането им дори със съвременна система за противоракетна отбрана.
Квазибалистична ракета е вид балистична ракета, която се движи по много ниска траектория, което я прави трудна за засичане и възпрепятства възможността за определяне на точното място, където тя ще падне. Някои видове квазибалистични ракети са съветската ОТР-21, руската „Искандер“, иранската „Фатех 110“, китайската „Дун Фън 11“, израелската ЛОРА.

## История
Първата балистична ракета A-4, по-известна като Фау-2 (V-2), е разработена в Нацистка Германия през 1930-те и 1940-те под ръководството на Вернер фон Браун с помощта на неговият колега Валтер Дорнбергер. Първият успешен пуск е на 3 октомври 1942. Първата бойна атака е на 6 септември 1944 срещу Париж, а два дни по-късно - срещу Лондон. До края на Втората световна война през май 1945 са изстреляни над 3000 такива ракети.